# Jonas Timm
Jonas Timm (* 1992 in Berlin) ist ein deutscher Jazzmusiker (Piano, Komposition).

## Leben und Wirken
Timm wuchs in Berlin in einem musikalischen Elternhaus auf; bereits mit vier Jahren fing er an, Klavier zu spielen. Nach einer musikalischen Früherziehung (klassisches Klavier und Gesang) besuchte er das Georg-Friedrich-Händel-Gymnasium; parallel dazu bereitete er sich in den Musikschulen Kreuzberg und Charlottenburg auf sein Musikstudium vor. Früh begeistert von Oscar Peterson, studierte er Jazzpiano an der Hochschule für Musik und Theater „Felix Mendelssohn Bartholdy“ Leipzig bei Richie Beirach und Michael Wollny. Weiterhin unterrichteten ihn Heinrich Köbberling, Alexander von Schlippenbach und Tino Derado.
Im Quartett Mondmenschen (mit Tino Derado, Alma Neumann und Ria Rother) entstand 2014 das Album Auftauchen. Timm veröffentlichte 2018 mit seinem Jonas Timm Trio, zu dem Paul Lapp und Philipp Scholz gehörten, das Album Myanmar (Mondrago Records) mit eigenen Kompositionen. Mit der Gruppe Nachtfarben entstanden die Alben Miniaturen (2017) und Aira (2018). Mit seinem seit 2020 bestehenden Quintett aus Bertram Burkert, Tino Derado, Lorenz Heigenhuber und Diego Piñera legte er 2022 sein Album Morbu bei Double Moon Records vor. Zudem spielt er im kollaborativen Quartett Insul (mit Bertram Burkert, Lukas Akintaya und Fabian Timm), mit Max Stadtfeld, Robert Lucaciu sowie der Salsaband Mayoretta. Als pianistischer Begleiter wirkte er auf Workshops mit Norma Winstone und Theo Bleckmann. Weiterhin arbeitet er als Pianist regelmäßig mit dem Rundfunkchor Berlin und dem Gewandhauschor in Leipzig zusammen.